# فريدريك والر
فريدريك والر هو متزلج جماعي سويسري، ولد في 18 مارس 1920 في سويسرا، وتوفي في 15 فبراير 2004.

## وصلات خارجية
- فريدريك والر على موقع اللجنة الأولمبية الدولية (الإنجليزية)
- فريدريك والر على موقع أوليمبيديا (الإنجليزية)